# سرگین‌چرخان کرگدنی
سرگین‌چرخان کرگدنی (به تایلندی: ด้วงกวางชน و با نام علمی: Xylotrupes socrates) گونه‌ای درشت از سرگین‌چرخانان و از زیرگونه‌های خانوادهٔ سوسک‌های کرگدنی است. این جانور برای نقشی که در بازی‌های مبارزات حشرات در تایلند دارد، شناخته‌شده‌است.

## توزیع
این جانور در کشورهای جنوب‌شرق آسیا همچون بنگلادش، کامبوج، چین، هند، لائوس، میانمار، نپال، تایلند، و ویتنام دیده می‌شود.

## نگارخانه
- سرگین‌غلتان کرگدنی در مبارزه با یک سکه
- رفتار (ویدئو)